# Морското чудовище
„Морското чудовище“ (на английски: The Sea Beast) е канадско-американска компютърна анимация от 2022 г. на режисьора Крис Уилямс, който е съсценарист на филма с Нийл Бенджамин и е продуцент с Джед Шлангър. Филмът разказва историята за ловец на морски чудовища и малко сираче, които се присъединяват към група от ловци на морски чудовища в тяхното търсене на Ред Блъстър през 17-и век.
Филмът е пуснат по кината на 24 юни 2022 г., преди да дебютира в „Нетфликс“ на 8 юли. Получава няколко номинации, включително „Оскар“ за най-добър анимационен филм.